# Nurniczek ciemny
Nurniczek ciemny (Ptychoramphus aleuticus) – gatunek średniej wielkości ptaka morskiego z rodziny alk (Alcidae). Bliski zagrożenia wyginięciem.

## Systematyka
Jest to jedyny przedstawiciel rodzaju Ptychoramphus. Wyróżnia się dwa podgatunki – nominatywny i P. a. australis.

## Występowanie i biotop
Występuje w pasie północno-zachodniego wybrzeża Ameryki Północnej (od Aleutów, przez wybrzeże Alaski, do meksykańskiej Kalifornii Dolnej). Pozostaje w pobliżu terenów lęgowych przez cały rok – gniazduje w koloniach m.in. na Wyspach Farallońskich. 
Poszczególne podgatunki zamieszkują:
- P. a. aleuticus – Aleuty i południowa Alaska do północnej Kalifornii Dolnej (Meksyk)
- P. a. australis – południowa Kalifornia Dolna (Meksyk)

## Morfologia
Długość ciała około 23 cm. Krępa budowa ciała, dziób krótki, prosty z białą plamką u podstawy. Upierzenie szare z białym spodem. Młode ptaki mają czarne dzioby i ciemną tęczówkę. Brak dymorfizmu płciowego.

## Ekologia i zachowanie

### Tryb życia
Ptak osiadły – pozostaje w okolicach wybrzeży (nie podejmuje wędrówek przez Ocean Spokojny).

### Pożywienie
Pokarm stanowią ryby i skorupiaki.

### Lęgi

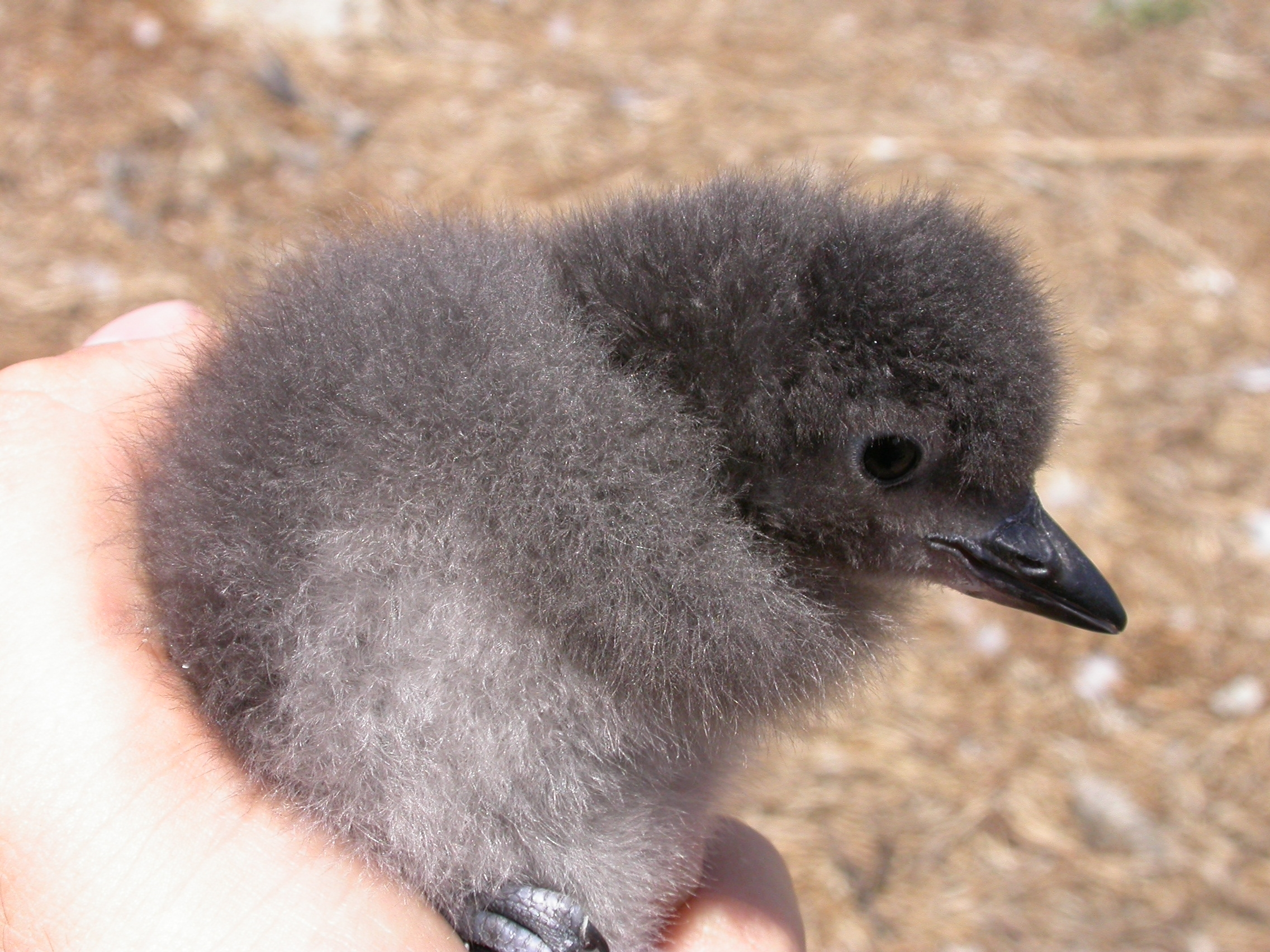
Pisklę nurniczka ciemnego (Wyspy Farallońskie)

Samica składa 1 białe jajo w podziemnej norze lub w gnieździe zakładanym wśród skał. Termin sezonu lęgowego zależy od szerokości geograficznej miejsca gniazdowania (marzec–lipiec). Kolonia lęgowa nurniczków ciemnych zwraca uwagę drapieżników, takich jak mewy, co powoduje straty wśród jaj i piskląt.  

## Status
W Czerwonej księdze gatunków zagrożonych Międzynarodowej Unii Ochrony Przyrody nurniczek ciemny od 2015 roku klasyfikowany jest jako gatunek bliski zagrożenia (NT – Near Threatened); wcześniej, od 1988 roku uznawano go za gatunek najmniejszej troski (LC – Least Concern). W 1996 roku szacowano liczebność populacji na około 3,6 miliona dorosłych osobników. Globalny trend liczebności populacji uznawany jest za spadkowy.